# Someșul Mare
Der Someșul Mare (deutsch Großer Somesch; ungarisch Nagy-Szamos) ist der rechte Quellfluss des Someș im Norden von Rumänien.
Der Someșul Mare entspringt im Rodnaer Gebirge. Er fließt in überwiegend westsüdwestlicher Richtung. Dabei passiert er die Kleinstädte Sângeorz-Băi, Năsăud und Beclean. Oberhalb von Beclean nimmt er seinen größten Nebenfluss, den Șieu, von links auf. Nach etwa 130 km vereinigt sich der Someșul Mare bei Dej mit dem Someșul Mic zum Someș. Der Someșul Mare hat ein Einzugsgebiet von 4990 km². Der mittlere Abfluss beträgt 51 m³/s.